# Ilse Seemann

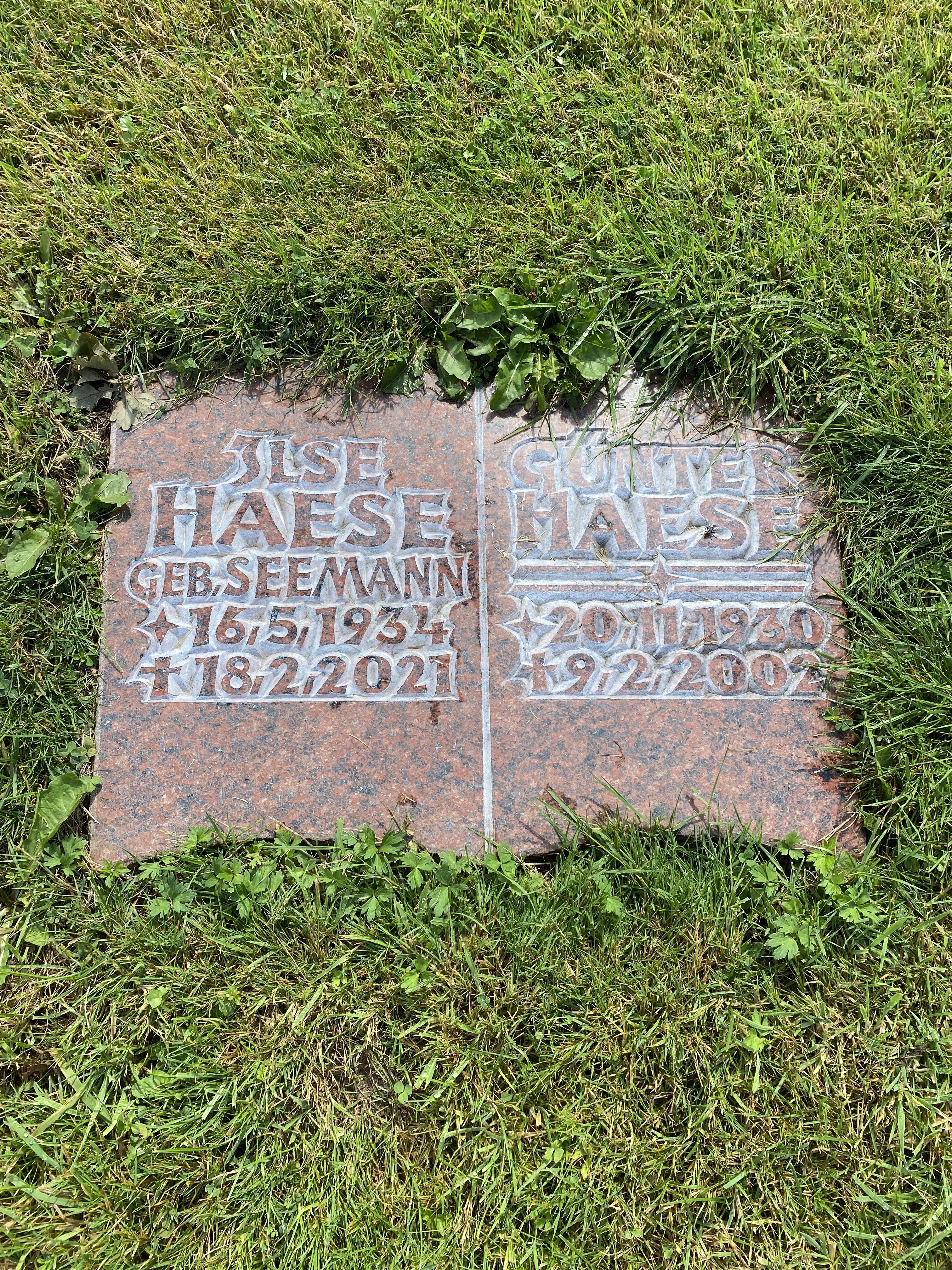
Grabstätte Ilse Seemann

Ilse Marie Seemann, verheiratete Haese (* 16. Mai 1934 in Beeskow; † 18. Februar 2021 in Hamburg), war eine deutsche Schauspielerin, Hörspielsprecherin, Rundfunkmoderatorin und Autorin.

## Leben und Werk
Ilse Seemann besuchte die Rundfunk-Schule in Ost-Berlin und absolvierte später in Hamburg ihre Ausbildung zur Schauspielerin. Stationen ihrer Theaterlaufbahn waren das Ohnsorg-Theater und das Hamburger Thalia Theater.
Im Fernsehen sah man Ilse Seemann ab dem Ende der 1950er-Jahre häufig in norddeutschen Produktionen wie den Serien Hafenpolizei, Helga und die Nordlichter, Adelheid und ihre Mörder oder Blankenese.
Daneben ist Ilse Seemann seit den 1960er-Jahren über 40 Jahre lang für den Norddeutschen Rundfunk als Sprecherin und Moderatorin tätig gewesen (u. a. in NDR 2 am Vormittag oder der Schlagerparade des NDR) und hat in einer großen Anzahl von überwiegend niederdeutschen Hörspielen mitgewirkt.
Ferner arbeitete Ilse Seemann in der Synchronisation, wo sie zum größten Teil Tieren oder Comicfiguren ihre Stimme lieh. In den Video-Spielen um die Kinderdetektive TKKG wirkte sie in den Folgen 6 (Der Fälscherbande auf der Spur) und 7 (Wer stoppt den Feuerteufel?) mit.
Ilse Seemann hat darüber hinaus einige Bücher mit Geschichten in Plattdeutsch und Missingsch geschrieben, die sie auf Veranstaltungen vortrug, häufig begleitet von der Musikgruppe Kaktusblüte.
Ilse Seemann starb 86-jährig in Hamburg.

## Filmografie (Auswahl)
- 1958: Meister Anecker (Aufzeichnung aus dem Ohnsorg-Theater)
- 1962: Rose Bernd
- 1963: Hafenpolizei – 100.000 Mark
- 1964: Wilhelmsburger Freitag
- 1964: Hofloge
- 1964: Hafenpolizei – Die Polizei, dein Freund und Helfer
- 1966: Betriebsfest
- 1967: Gertrud Stranitzki – Die Rivalin
- 1967: Landarzt Dr. Brock – Der verstockte Alte
- 1968: Zwei Kisten Rum (Ohnsorg-Theater)
- 1968: Hafenkrankenhaus – Die Kuckucksuhren
- 1969: Ein Jahr ohne Sonntag
- 1970: Industrielandschaft mit Einzelhändlern
- 1974: Bismarck von hinten oder Wir schließen nie
- 1975: Tatort – Kurzschluß
- 1984: Der Landarzt (4 Folgen)
- 1991: Die Eisprinzessin
- 1992: Großstadtrevier – Vereinskameraden
- 1994: Blankenese (14 Folgen als Helenka Pribasek)
- 1995: Stubbe – Von Fall zu Fall – Stubbes Erbschaft
- 1997: Die Oma ist tot
- 1998: Der kleine Dachschaden
- 1999: OA jagt Oberärztin
- 1999: Dr. Stefan Frank – Der Arzt, dem die Frauen vertrauen – Sturz eines Champions
- 2005: Tatort – Ein Glücksgefühl
- 2005: Der Landarzt – Notlügen
- 2005–2007: Adelheid und ihre Mörder (6 Folgen als Hedwig Kneipenbrink)
- 2007: Elvis und ich (Kurzfilm)

## Hörspiele
- 1957: De Möllner Gerechtigkeit – Regie: Hans Tügel
- 1958: De Doden sünd dod – Regie: Hans Tügel
- 1959: De Dannboom ward doch brenn – Regie: Heinz Lanker
- 1960: Ose von Sylt – Regie: Gustav Burmester
- 1961: Haal över – Regie: Curt Timm
- 1962: Uplopen – Regie: Werner Perrey
- 1963: Schipp op Strand  – Regie: Günther Siegmund
- 1963: De kloke Anna – Regie: Günther Siegmund
- 1964: Söbenteihn Sack Kaffee – Regie: Heini Kaufeld
- 1964: Hein Butendörp sien Bestmann – Regie: Otto Lüthje
- 1965: Dat Schattenspeel – Regie: Heini Kaufeld
- 1966: Duppelte Räken – Regie: Heini Kaufeld
- 1966: Dat Sympathiemiddel – Regie: Curt Timm
- 1967: Dat weer de Nachtigall, de sung – Regie: Curt Timm
- 1967: Op Düwels Schuvkaar – Regie: Hans Tügel
- 1968: De Lüd vun Norderstrand – Regie: Heini Kaufeld
- 1968: Solotouren – Regie: Heinz Lanker
- 1969: Hans Nüms – Regie: Marion Böttcher, Gertrud Niemitz, Curt Timm
- 1970: Storm üm't Hus – Regie: Curt Timm
- 1972: Trallen – Regie: Jochen Rathmann
- 1972: Lege Fründschopp – Regie: Jochen Rathmann
- 1973: Bei uns zu Haus – Regie: Carl-Gottfried von Einem
- 1978: De holsteensche Faust – Regie: Curt Timm
- 1987: Oprappeln – Regie: Rolf Nagel
- 1993: Stormy und der Rat der Geister – Regie: Jörgpeter Ahlers
- 1996: Güstern is al meist vörbi – Regie: Edgar Bessen
- 1996: Singapore Sling (8. und 9. Teil) – Regie: Hans Helge Ott
- 1998: Prinzessin Rosenblüte – Regie: Rainer Gussek
- 1999: Loletta und die Müllplatzclique – Regie: Rainer Gussek
- 2000: Zwei Ameisen reisen nach Australien – Regie: Jörgpeter Ahlers

## Veröffentlichungen
- 1983: Äkschen bein Stadtteilfest, Hansa-Verlag
- 1993: Lat mi an Land, Karlheinz, Verlag Michael Jung, Kiel, ISBN 9783923525973
- 1996: Segg doch ok mal wat, Karlheinz, Verlag Michael Jung, Kiel, ISBN 9783929596342
- 1999: Un liekers bleev de Klock nich stahn, Verlag Michael Jung, Kiel, ISBN 9783929596595